# Pseudobunocephalus lundbergi
Pseudobunocephalus lundbergi är en fiskart som beskrevs av John P. Friel 2008. Pseudobunocephalus lundbergi ingår i släktet Pseudobunocephalus och familjen Aspredinidae. Inga underarter finns listade i Catalogue of Life.